# Puchar Świata juniorów w łyżwiarstwie szybkim 2019/2020
Puchar Świata Juniorów w łyżwiarstwie szybkim 2019/2020 był dwunastą edycją tej imprezy. Cykl rozpoczął się w norweskim Bjugn 16 listopada 2019 roku, a zakończył się 16 lutego 2020 roku w białoruskim Mińsku.
Puchar Świata rozegrano w 3 miastach, w 3 krajach, na 1 kontynencie.

## Medaliści zawodów

### Kobiety
| Lp.    | Data                 | Miejscowość | Konkurencja              | 1. miejsce                                           | 2. miejsce                                                                   | 3. miejsce                                             |
| ------ | -------------------- | ----------- | ------------------------ | ---------------------------------------------------- | ---------------------------------------------------------------------------- | ------------------------------------------------------ |
| 1. PŚJ | 16-17 listopada 2019 | Bjugn       | 1000 m (16.11)           | Femke Kok                                            | Myrthe de Boer                                                               | Marrit Fledderus                                       |
| 1. PŚJ | 16-17 listopada 2019 | Bjugn       | 3000 m (16.11)           | Robin Groot                                          | Rin Kosaka                                                                   | Anastasija Grigorjewa                                  |
| 1. PŚJ | 16-17 listopada 2019 | Bjugn       | Sprint drużynowy (16.11) | Holandia Maud Lugters · Marrit Fledderus · Femke Kok | Japonia Yukino Yoshida · Towako Nagasaki · Moe Kumagai                       | Polska Maja Płończyk · Martyna Baran · Natalia Jabrzyk |
| 1. PŚJ | 16-17 listopada 2019 | Bjugn       | 500 m (17.11)            | Femke Kok                                            | Marrit Fledderus                                                             | Moe Kumagai                                            |
| 1. PŚJ | 16-17 listopada 2019 | Bjugn       | 1500 m (17.11)           | Robin Groot                                          | Merel Conijn                                                                 | Victoria Stirnemann                                    |
| 1. PŚJ | 16-17 listopada 2019 | Bjugn       | Start masowy (17.11)     | Robin Groot                                          | Laura Peveri                                                                 | Federica Maffei                                        |
| 2. PŚJ | 23-24 listopada 2019 | Enschede    | 1000 m (23.11)           | Femke Kok                                            | Maud Lugters                                                                 | Marrit Fledderus                                       |
| 2. PŚJ | 23-24 listopada 2019 | Enschede    | 3000 m (23.11)           | Robin Groot                                          | Merel Conijn                                                                 | Rin Kosaka                                             |
| 2. PŚJ | 23-24 listopada 2019 | Enschede    | Sprint drużynowy (23.11) | Holandia Maud Lugters · Marrit Fledderus · Femke Kok | Japonia Yukino Yoshida · Towako Nagasaki · Moe Kumagai                       | Polska Maja Płończyk · Martyna Baran · Natalia Jabrzyk |
| 2. PŚJ | 23-24 listopada 2019 | Enschede    | 500 m (24.11)            | Femke Kok                                            | Moe Kumagai                                                                  | Marrit Fledderus                                       |
| 2. PŚJ | 23-24 listopada 2019 | Enschede    | 1500 m (24.11)           | Robin Groot                                          | Alexa Scott                                                                  | Merel Conijn                                           |
| 2. PŚJ | 23-24 listopada 2019 | Enschede    | Start masowy (24.11)     | Laura Peveri                                         | Bente Kerkhoff                                                               | Robin Groot Rin Kosaka                                 |
| 3. PŚJ | 15-16 lutego 2020    | Mińsk       | 1000 m (15.02)           | Marrit Fledderus                                     | Alexa Scott                                                                  | Maud Lugters                                           |
| 3. PŚJ | 15-16 lutego 2020    | Mińsk       | 3000 m (15.02)           | Robin Groot                                          | Merel Conijn                                                                 | Anastasija Grigorjewa                                  |
| 3. PŚJ | 15-16 lutego 2020    | Mińsk       | Bieg drużynowy (15.02)   | Holandia Myrthe de Boer · Robin Groot · Merel Conijn | Rosja Jelizawieta Agafoszina · Anastasija Grigorjewa · Aleksandra Krawczenko | Japonia Ayuri Fukuoka · Momoka Horikawa · Rin Kosaka   |
| 3. PŚJ | 15-16 lutego 2020    | Mińsk       | 500 m (16.02)            | Marrit Fledderus                                     | Moe Kumagai                                                                  | Maud Lugters                                           |
| 3. PŚJ | 15-16 lutego 2020    | Mińsk       | 1500 m (16.02)           | Merel Conijn                                         | Alexa Scott                                                                  | Rin Kosaka                                             |
| 3. PŚJ | 15-16 lutego 2020    | Mińsk       | Start masowy (16.02)     | Merel Conijn                                         | Lee Sol                                                                      | Park Chae-won                                          |

#### Klasyfikacje
| Lp. | Zawodniczka      | Punkty |
| --- | ---------------- | ------ |
| 1.  | Marrit Fledderus | 300    |
| 2.  | Moe Kumagai      | 270    |
| 3.  | Maud Lugters     | 215    |
| 4.  | Femke Kok        | 200    |
| 5.  | Kim Min-hui      | 150    |
| 6.  | Sophie Warmuth   | 128    |
| 7.  | Anna Ostlender   | 101    |
| 8.  | Hai Tiange       | 88     |
| 9.  | Yukino Yoshida   | 80     |
| 10. | Shin Seung-heun  | 67     |

| Lp. | Zawodniczka            | Punkty |
| --- | ---------------------- | ------ |
| 1.  | Marrit Fledderus       | 290    |
| 2.  | Maud Lugters           | 245    |
| 3.  | Femke Kok              | 200    |
| 4.  | Myrthe de Boer         | 190    |
| 5.  | Moe Kumagai            | 164    |
| 6.  | Alexa Scott            | 156    |
| 7.  | Natalia Jabrzyk        | 127    |
| 8.  | Josephine Heimerl      | 93     |
| 9.  | Jelizawieta Agafoszina | 87     |
| 10. | Yuka Takahashi         | 84     |

| Lp. | Zawodniczka         | Punkty |
| --- | ------------------- | ------ |
| 1.  | Merel Conijn        | 300    |
| 2.  | Robin Groot         | 200    |
| 3.  | Alexa Scott         | 200    |
| 4.  | Victoria Stirnemann | 192    |
| 5.  | Park Chae-won       | 157    |
| 6.  | Kang Soo-min        | 131    |
| 7.  | Rin Kosaka          | 105    |
| 8.  | Yuka Takahashi      | 104    |
| 9.  | Myrthe de Boer      | 100    |
| 10. | Suzuka Miyagawa     | 72     |

| Lp. | Zawodniczka           | Punkty |
| --- | --------------------- | ------ |
| 1.  | Robin Groot           | 350    |
| 2.  | Merel Conijn          | 260    |
| 3.  | Rin Kosaka            | 240    |
| 4.  | Anastasija Grigorjewa | 235    |
| 5.  | Lee Sol               | 150    |
| 6.  | Federica Maffei       | 134    |
| 7.  | Suzuka Miyagawa       | 80     |
| 8.  | Laura Peveri          | 78     |
| 9.  | Manami Momose         | 76     |
| 10. | Ayuri Fukuoka         | 75     |

| Lp. | Państwo          | Punkty |
| --- | ---------------- | ------ |
| 1.  | Holandia         | 350    |
| 2.  | Japonia          | 265    |
| 3.  | Polska           | 194    |
| 4.  | Niemcy           | 179    |
| 5.  | Rosja            | 160    |
| 6.  | Korea Południowa | 140    |
| 7.  | Czechy           | 120    |
| 8.  | Białoruś         | 80     |
| 9.  | Norwegia         | 78     |
| 10. | Kazachstan       | 72     |

| Lp. | Zawodniczka     | Punkty |
| --- | --------------- | ------ |
| 1.  | Laura Peveri    | 240    |
| 2.  | Lee Sol         | 188    |
| 3.  | Merel Conijn    | 178    |
| 4.  | Robin Groot     | 170    |
| 5.  | Zuzana Kuršová  | 147    |
| 6.  | Rin Kosaka      | 130    |
| 7.  | Karina Szypulia | 128    |
| 8.  | Park Chae-won   | 105    |
| 9.  | Ayuri Fukuoka   | 90     |
| 10. | Federica Maffei | 90     |

### Mężczyźni
| Lp.    | Data                 | Miejscowość | Konkurencja              | 1. miejsce                                                      | 2. miejsce                                               | 3. miejsce                                                        |
| ------ | -------------------- | ----------- | ------------------------ | --------------------------------------------------------------- | -------------------------------------------------------- | ----------------------------------------------------------------- |
| 1. PŚJ | 16-17 listopada 2019 | Bjugn       | 1000 m (16.11)           | Taiyo Nonomura                                                  | Cho Sang-hyeok                                           | Wataru Morishige                                                  |
| 1. PŚJ | 16-17 listopada 2019 | Bjugn       | 3000 m (16.11)           | Motonaga Arito                                                  | Daniił Ałdoszkin                                         | Jordy van Workum                                                  |
| 1. PŚJ | 16-17 listopada 2019 | Bjugn       | Sprint drużynowy (16.11) | Japonia Katsuhiro Kuratsubo · Wataru Morishige · Taiyo Nonomura | Holandia Sebas Diniz · Jarle Gerrits · Jur Veenje        | Rosja Timur Karamow · Maksim Szarapow · Stiepan Chistiakow        |
| 1. PŚJ | 16-17 listopada 2019 | Bjugn       | 500 m (17.11)            | Cho Sang-hyeok                                                  | Katsuhiro Kuratsubo                                      | Yudai Yamamoto                                                    |
| 1. PŚJ | 16-17 listopada 2019 | Bjugn       | 1500 m (17.11)           | Jur Veenje                                                      | Motonaga Arito                                           | Tsubasa Horikawa                                                  |
| 1. PŚJ | 16-17 listopada 2019 | Bjugn       | Start masowy (17.11)     | Tsubasa Horikawa                                                | Jordy van Workum                                         | Peder Kongshaug                                                   |
| 2. PŚJ | 23-24 listopada 2019 | Enschede    | 1000 m (23.11)           | Taiyo Nonomura                                                  | Cho Sang-hyeok                                           | Wataru Morishige                                                  |
| 2. PŚJ | 23-24 listopada 2019 | Enschede    | 3000 m (23.11)           | Gabriel Odor                                                    | Peder Kongshaug                                          | Jordy van Workum                                                  |
| 2. PŚJ | 23-24 listopada 2019 | Enschede    | Sprint drużynowy (23.11) | Japonia Katsuhiro Kuratsubo · Wataru Morishige · Taiyo Nonomura | Holandia Sebas Diniz · Jarle Gerrits · Jur Veenje        | Rosja Timur Karamow · Danił Smirnow · Stiepan Chistiakow          |
| 2. PŚJ | 23-24 listopada 2019 | Enschede    | 500 m (24.11)            | Wataru Morishige                                                | Cho Sang-hyeok                                           | Katsuhiro Kuratsubo                                               |
| 2. PŚJ | 23-24 listopada 2019 | Enschede    | 1500 m (24.11)           | Peder Kongshaug                                                 | Pawieł Taran                                             | Gabriel Odor                                                      |
| 2. PŚJ | 23-24 listopada 2019 | Enschede    | Start masowy (24.11)     | Gabriel Odor                                                    | Tsubasa Horikawa                                         | Harm Visser                                                       |
| 3. PŚJ | 15-16 lutego 2020    | Mińsk       | 1000 m (15.02)           | Stiepan Chistiakow                                              | Cho Sang-hyeok                                           | Wataru Morishige                                                  |
| 3. PŚJ | 15-16 lutego 2020    | Mińsk       | 3000 m (15.02)           | Daniił Ałdoszkin                                                | Tsubasa Horikawa                                         | Peder Kongshaug                                                   |
| 3. PŚJ | 15-16 lutego 2020    | Mińsk       | Bieg drużynowy (15.02)   | Rosja Stiepan Chistiakow · Pawieł Taran · Daniił Ałdoszkin      | Japonia Motonaga Arito · Tsubasa Horikawa · Taiyo Morino | Holandia Jarle Gerrits · Jordy van Workum · Yves Cornelis Vergeer |
| 3. PŚJ | 15-16 lutego 2020    | Mińsk       | 500 m (16.02)            | Artiom Ariefjew                                                 | Katsuhiro Kuratsubo                                      | Wataru Morishige                                                  |
| 3. PŚJ | 15-16 lutego 2020    | Mińsk       | 1500 m (16.02)           | Peder Kongshaug                                                 | Stiepan Chistiakow                                       | Tsubasa Horikawa                                                  |
| 3. PŚJ | 15-16 lutego 2020    | Mińsk       | Start masowy (16.02)     | Tsubasa Horikawa                                                | Motonaga Arito                                           | Yves Cornelis Vergeer                                             |

#### Klasyfikacje
| Lp. | Zawodnik            | Punkty |
| --- | ------------------- | ------ |
| 1.  | Cho Sang-hyeok      | 270    |
| 2.  | Katsuhiro Kuratsubo | 270    |
| 3.  | Wataru Morishige    | 205    |
| 4.  | Oh Sang-hun         | 187    |
| 5.  | Artiom Ariefjew     | 150    |
| 6.  | Timur Karamow       | 138    |
| 7.  | Jarle Gerrits       | 134    |
| 8.  | Yudai Yamamoto      | 110    |
| 9.  | Sebas Diniz         | 88     |
| 10. | Niklas Kurzmann     | 83     |

| Lp. | Zawodnik            | Punkty |
| --- | ------------------- | ------ |
| 1.  | Cho Sang-hyeok      | 280    |
| 2.  | Stiepan Chistiakow  | 246    |
| 3.  | Wataru Morishige    | 245    |
| 4.  | Taiyo Nonomura      | 200    |
| 5.  | Jarle Gerrits       | 161    |
| 6.  | Katsuhiro Kuratsubo | 156    |
| 7.  | Oh Sang-hun         | 112    |
| 8.  | Moritz Klein        | 110    |
| 9.  | Nil Llop            | 78     |
| 10. | Gabriel Odor        | 75     |

| Lp. | Zawodnik           | Punkty |
| --- | ------------------ | ------ |
| 1.  | Peder Kongshaug    | 294    |
| 2.  | Stiepan Chistiakow | 230    |
| 3.  | Motonaga Arito     | 220    |
| 4.  | Tsubasa Horikawa   | 199    |
| 5.  | Pawieł Taran       | 187    |
| 6.  | Jur Veenje         | 136    |
| 7.  | Kota Mitsui        | 104    |
| 8.  | Kai In 't Veld     | 81     |
| 9.  | Jordy van Workum   | 80     |
| 10. | Gabriel Odor       | 70     |

| Lp. | Zawodnik              | Punkty |
| --- | --------------------- | ------ |
| 1.  | Daniił Ałdoszkin      | 290    |
| 2.  | Peder Kongshaug       | 235    |
| 3.  | Motonaga Arito        | 207    |
| 4.  | Jordy van Workum      | 200    |
| 5.  | Tsubasa Horikawa      | 196    |
| 6.  | Park Jun-hyeong       | 110    |
| 7.  | Gabriel Odor          | 100    |
| 8.  | Sander Eitrem         | 94     |
| 9.  | Casey Dawson          | 90     |
| 10. | Yves Cornelis Vergeer | 75     |

| Lp. | Państwo          | Punkty |
| --- | ---------------- | ------ |
| 1.  | Japonia          | 320    |
| 2.  | Rosja            | 290    |
| 3.  | Holandia         | 265    |
| 4.  | Norwegia         | 174    |
| 5.  | Kazachstan       | 140    |
| 6.  | Korea Południowa | 110    |
| 7.  | Chiny            | 92     |
| 8.  | Białoruś         | 82     |
| 9.  | Czechy           | 78     |
| 10. | Kanada           | 75     |

| Lp. | Zawodnik              | Punkty |
| --- | --------------------- | ------ |
| 1.  | Tsubasa Horikawa      | 330    |
| 2.  | Szymon Wojtakowski    | 147    |
| 3.  | Jordan Stolz          | 126    |
| 4.  | Motonaga Arito        | 120    |
| 5.  | Taiyo Morino          | 110    |
| 6.  | Yves Cornelis Vergeer | 105    |
| 7.  | Jordy van Workum      | 104    |
| 8.  | Gabriel Odor          | 100    |
| 9.  | Peder Kongshaug       | 88     |
| 10. | Tobias Fløiten        | 86     |